# Eucorydia multimaculata
Eucorydia multimaculata är en kackerlacksart som beskrevs av Bruijning 1948. Eucorydia multimaculata ingår i släktet Eucorydia och familjen Polyphagidae. Inga underarter finns listade i Catalogue of Life.